# Pardosa lyrata
Pardosa lyrata là một loài nhện trong họ Lycosidae.
Loài này thuộc chi Pardosa. Pardosa lyrata được Odenwall miêu tả năm 1901.